# Bitwa pod Arraphą
Bitwa pod Arraphą – starcie zbrojne, które miało miejsce w 616 r. p.n.e. pomiędzy wojskami asyryjskimi i babilońskimi w pobliżu Arraphy. Była jedną z serii bitew w czasie kampanii Nabopolassara przeciwko Asyrii.

## Przebieg
Król Nabopolassar w czasie trwania jednej z wypraw natknął się na wojska Asyryjczyków w pobliżu rzeki Zab, które ścigał aż do Arraphy (dziś Kirkuk). Według relacji Kroniki babilońskiej:

Dziesiątego roku Nabopolassara [616-615] w miesiącu Addaru armia Asyrii i armii Akkad stoczyły bitwę przeciwko sobie w Madanu, przedmieściu Arraphy i armia Asyrii wycofała się przed armią Akkad. Armia Akkad zadała główną klęskę asyryjskiej armii i ścigała ich z powrotem do rzeki Zab. Oni (Babilończycy) schwytali ich wozy i konie i złupili ich dotkliwie. Oni wzięli dużo (jeńców) i przechodząc Tygrys uprowadzili ich do Babilonu.